# 635 Vundtia
635 Vundtia è un asteroide della fascia principale del diametro medio di circa 98,24 km. Scoperto nel 1907, presenta un'orbita caratterizzata da un semiasse maggiore pari a 3,1473343 UA e da un'eccentricità di 0,0775602, inclinata di 11,02448° rispetto all'eclittica.
L'asteroide è dedicato al psicologo e fisiologo tedesco Wilhelm Wundt.